# Final Destination
Final Destination là một thương hiệu kinh dị bao gồm 6 phần phim, các cuốn sách và các tiểu thuyết hài hước. Nó dựa trên một kịch bản chưa được sản xuất của Jeffrey Reddick, ban đầu được viết cho chuỗi phim truyền hình X-Files và được New Line Cinema phát hành. Tất cả năm bộ phim đều tập trung quanh một nhóm nhỏ những người thoát khỏi cái chết sắp xảy ra khi một cá nhân (nhân vật chính của mỗi bộ phim) đột ngột có linh cảm và cảnh báo mọi người rằng tất cả họ sẽ chết trong một vụ tai nạn thảm khốc khủng khiếp. Sau khi trốn thoát khỏi những cái chết được báo trước, những người sống sót lần lượt bị giết chết từng người một trong những vụ tai nạn kỳ lạ do một lực lượng vô hình với kỹ thuật rất phức tạp gây ra, với độ phức tạp cỡ như máy móc của Rube Goldberg.
Loạt phim này đáng chú ý trong số những bộ phim khác trong thể loại kinh dị vì đối thủ không phải là một kẻ giết người hay một vật thể khác, mà chính là Thần chết điều chỉnh một cách tinh vi các tình huống trong môi trường với một tuyên bố rằng bất cứ ai mà thoát khỏi cái chết định mệnh thì sau đó cũng phải chết.
Ngoài các bộ phim, một loạt tiểu thuyết (bao gồm cả các tiểu thuyết của ba bộ phim đầu tiên) đã được Black Flame phát hành trong suốt các năm 2005 và 2006. Một cuốn sách truyện tranh một lần có tiêu đề Final Destination: Sacrifice được phát hành cùng với bộ DVDs Final Destination 3 trong năm 2006, và một bộ truyện tranh comic Final Destination: Spring Break được Zenescope Entertainment phát hành năm 2007.

## Nội dung cơ bản

### Tiền đề
Tiền đề của loạt phim cơ bản là về một nhóm người tụ tập với nhau trong một địa điểm, sau đó bất chợt một thành viên của nhóm có một linh cảm về một thảm họa sẽ giết chết tất cả mọi người hiện diện tại địa điểm đó. Bị kinh sợ bởi điềm báo về số phận thảm khốc sẽ xảy ra trước mắt, người có linh cảm sẽ cố gắng ngăn chặn thảm họa xảy ra bằng cách thông báo cho những người còn lại biết. Những thành viên đó sẽ có sự nghi hoặc bởi sự khẳng định rất khó tin về thảm họa đó, nhưng một số vì sợ, và một số khác thì không có sự lựa chọn nào khác nên đành phải đi theo số đông và rời khỏi hiện trường trước khi cái điềm báo chết chóc đó trở thành sự thực kinh hoàng và làm thay đổi mạnh mẽ những ý kiến ban đầu của những người không tin.
Vào khoảng vài ngày, vài tuần hoặc vài tháng sau đó, những người sống sót sau thảm họa sẽ bắt đầu lần lượt bỏ mạng trong một loạt những tai nạn khủng khiếp và/hoặc trong những trường hợp khó có thể tin được cho tới khi người mang điềm báo đi đến một kết luận: trong khi sống sót sau vụ thảm họa trước đó, họ vẫn bị số phận định đoạt là sẽ chết không lâu sau. Người mang điềm báo thường sẽ hợp thành một nhóm với những người sống sót còn lại để cùng nhau đánh lừa thần chết một lần nữa; sau đó họ sẽ phải lên nhiều kế hoạch khác nhau để tìm ra bản thiết kế của thần Chết để cùng nhau sống sót nhưng thường những kế hoạch đó đều thất bại, cho đến khi nhân vật chính (người mang điềm báo) tìm ra được giải pháp cho số phận của họ để rồi cứu mạng được hai, hoặc ba người sống sót cuối cùng. Tuy nhiên, vào đoạn cuối của phim, sẽ có một sự kiện lớn xảy ra để rồi hầu hết hoặc tất cả những người sống sót cuối cùng sẽ phải bỏ mạng.

### Đánh lừa Thần Chết
Một vấn đề luôn tồn tại xuyên suốt loạt phim là khái niệm đánh bại thần Chết. Sự can thiệp tức thì vào những sự kiện cái chết sắp và đang diễn ra đã chứng minh là sẽ chỉ làm cho danh sách thần Chết đảo lộn thứ tự của các nạn nhân. Một khi danh sách thần Chết kết thúc với người cuối cùng, nó sẽ lại bắt đầu từ người sống sót đầu tiên cho đến khi không còn ai sống sót. Một vấn đề mấu chốt là nhân vật chính luôn nghĩ là họ đã tìm ra cách để đánh lừa thần chết; ví dụ, trong phần 2 của loạt phim, có người cho rằng nếu một trong những người sống sót sinh con, thì đứa bé đó sẽ khiến danh sách thần Chết xuất hiện người lạ và bị vô hiệu. Kết thúc phim luôn mang hàm ý rằng không có cách nào để đánh lừa được cái chết. Hay còn một cách khác: những người sống sót phải đoạt mạng một người khác để thế mạng mình trong danh sách tử thần như phần 5 của loạt phim.
Vẫn chưa có lời giải thích nào đưa các điềm báo tới những nhân vật chính và tại sao.
Chỉ duy nhất hai nhân vật chính là Kimberly Corman và Thomas Burke trong phần 2 của loạt phim là những người duy nhất "chơi khăm" được thần Chết và sống sót theo đúng nghĩa đen, ngoài ra Isabella Hudson, sản phụ đang mang thai cũng là một trong số những người sống sót trong vụ tai nạn liên hoàn ở xa lộ 23 được biết cũng không bị thần chết truy đuổi và cũng sống sót hoàn toàn sau loạt phim.

## Phim
| Chi tiết            | Final Destination (2000)                       | Final Destination 2 (2003)                     | Final Destination 3 (2006)                     | The Final Destination (2009)                   | Final Destination 5 (2011)                     | Lưỡi hái tử thần: Huyết thống (2025)                                       |
| ------------------- | ---------------------------------------------- | ---------------------------------------------- | ---------------------------------------------- | ---------------------------------------------- | ---------------------------------------------- | -------------------------------------------------------------------------- |
| Đạo diễn            | James Wong                                     | David R. Ellis                                 | James Wong                                     | David R. Ellis                                 | Steven Quale                                   | Zach Lipovsky Adam Stein                                                   |
| Sản xuất            | James Wong Glen Morgan Jeffrey Reddick         | J. Mackye Gruber Eric Bress Jeffrey Reddick    | Glen Morgan James Wong                         | Eric Bress                                     | Eric Heisserer                                 | Craig Perry Sheila Hanahan Taylor Jon Watts Dianne McGunigle Toby Emmerich |
| Người viết kịch bản | Glen Morgan Warren Zide Craig Perry            | Warren Zide Craig Perry                        | Craig Perry Warren Zide Glen Morgan James Wong | Craig Perry Warren Zide                        | Craig Perry Warren Zide                        | Guy Busick Lori Evans Taylor                                               |
| Dựa trên            | Các nhân vật được sáng tạo bởi Jeffrey Reddick | Các nhân vật được sáng tạo bởi Jeffrey Reddick | Các nhân vật được sáng tạo bởi Jeffrey Reddick | Các nhân vật được sáng tạo bởi Jeffrey Reddick | Các nhân vật được sáng tạo bởi Jeffrey Reddick | Các nhân vật được sáng tạo bởi Jeffrey Reddick                             |
| Thời gian phim      | 98 phút                                        | 90 phút                                        | 93 phút                                        | 82 phút                                        | 92 phút                                        |                                                                            |
| Ngày phát hành      | 17 tháng 3, 2000                               | 31 tháng 1, 2003                               | 10 tháng 2, 2006                               | 28 tháng 8, 2009                               | 11 tháng 8, 2011                               | 16 tháng 5, 2025                                                           |
| Công ty sản xuất    | Zide/Perry Productions Hard Eight Pictures     | Zide/Perry Productions                         | Zide/Perry Productions Hard Eight Pictures     | Zide/Perry Productions                         | Zide/Perry Productions                         | New Line Cinema Practical Pictures Freshman Year Fireside Films            |
| Công ty phát hành   | New Line Cinema                                | New Line Cinema                                | New Line Cinema                                | New Line Cinema                                | Warner Bros. Pictures                          | Warner Bros. Pictures                                                      |
| MPAA rating         | R                                              | R                                              | R                                              | R                                              | R                                              | R                                                                          |
| BBFC rating         | 15                                             | 15                                             | 15                                             | 15                                             | 15                                             | 15                                                                         |

## Đón nhận

### Doanh thu
| Phim                                       | Ngày phát hành      | Doanh thu của rạp | Doanh thu của rạp | Doanh thu của rạp | Xếp hạng trong rạp        | Xếp hạng trong rạp      | Budget       | Chú dẫn     |
| Phim                                       | Ngày phát hành      | Hoa Kỳ            | Nước ngoài        | Toàn cầu          | Tại Hoa Kỳ (mọi thời đại) | Toàn cầu (mọi thời đại) | Budget       | Chú dẫn     |
| Final Destination (Số phận an bài)         | 17 tháng 3 năm 2000 | $53.331.147       | $59.549.147       | $112.880.294      | #1,016                    |                         | $23.000.000  | [ 1 ]       |
| Final Destination 2 (Số phận an bài 2)     | 31 tháng 1 năm 2003 | $46.961.214       | $43.465.191       | $90.426.405       | #1,185                    |                         | $26.000.000  | [ 2 ] [ 3 ] |
| Final Destination 3 (Linh cảm của Wendy)   | 10 tháng 2 năm 2006 | $54.098.051       | $59.172.557       | $113.270.608      | #999                      |                         | $25.000.000  | [ 4 ]       |
| The Final Destination 4 (Lưỡi hái tử thần) | 28 tháng 8 năm 2009 | $66.477.700       | $86.136.297       | $152.613.997      | #775                      |                         | $40.000.000  | [ 5 ]       |
| Final Destination 5 (Lưỡi hái tử thần 5)   | 12 tháng 8 năm 2011 | $42.587.643       | $115.300.000      | $157.887.643      |                           |                         | $40.000.000  |             |
| Tổng cộng                                  | Tổng cộng           | $263.091.848      | $363.621.186      | $626.713.034      |                           |                         | $154.000.000 |             |

### Đánh giá
| Phim                  | Rotten Tomatoes  | Rotten Tomatoes   | Metacritic      | Yahoo! Movies |
| Phim                  | Nhìn chung       | Cream of the Crop | Metacritic      | Yahoo! Movies |
| Final Destination     | 29% (80 ý kiến   | 21% (19 ý kiến)   | 36% (28 ý kiến) |               |
| Final Destination 2   | 47% (105 ý kiến) | 32% (22 ý kiến)   | 38% (25 ý kiến) | C (14 ý kiến) |
| Final Destination 3   | 45% (111 ý kiến) | 33% (24 ý kiến)   | 41% (28 ý kiến) | C (13 ý kiến) |
| The Final Destination | 29% (84 ý kiến)  | 0% (8 ý kiến)     | 30% (14 ý kiến) | D+ (8 ý kiến) |

## Các tác phẩm phái sinh

### Truyện tranh
- "Final Destination #1". Zenescope Entertainment. Bản gốc lưu trữ ngày 1 tháng 10 năm 2011. Truy cập ngày 14 tháng 11 năm 2010.
- "Final Destination #2". Zenescope Entertainment. Bản gốc lưu trữ ngày 1 tháng 10 năm 2011. Truy cập ngày 14 tháng 11 năm 2010.
- "Final Destination #3". Zenescope Entertainment. Bản gốc lưu trữ ngày 1 tháng 10 năm 2011. Truy cập ngày 14 tháng 11 năm 2010.
- "Final Destination #4". Zenescope Entertainment. Bản gốc lưu trữ ngày 1 tháng 10 năm 2011. Truy cập ngày 14 tháng 11 năm 2010.
- "Final Destination #5". Zenescope Entertainment. Bản gốc lưu trữ ngày 1 tháng 10 năm 2011. Truy cập ngày 14 tháng 11 năm 2010.
- "Final Destination Trade Paperback, Spring Break". Zenescope Entertainment. Bản gốc lưu trữ ngày 1 tháng 10 năm 2011. Truy cập ngày 13 tháng 1 năm 2010.